# Джо Рікард
Джо Рікард (англ. Joe Rickard) — американський барабанщик та перкусіоніст, найбільш відомий за виступами у таких гуртах як Red та In Flames.

## Дискографія
Red
| Група | Країна | Альбом               | Рік  | Формат | Лейбл                    |
| ----- | ------ | -------------------- | ---- | ------ | ------------------------ |
| Red   | США    | Innocence & Instinct | 2009 | Альбом | Sony BMG                 |
| Red   | США    | Until We Have Faces  | 2011 | Альбом | Sony Music Entertainment |
| Red   | США    | Release The Panic    | 2013 | Альбом | Sony Music Entertainment |

In Flames
| Група     | Країна | Альбом  | Рік  | Формат | Лейбл         |
| --------- | ------ | ------- | ---- | ------ | ------------- |
| In Flames | Швеція | Battles | 2016 | Альбом | Nuclear Blast |